# Тамјаника
Тамјаника је стара питома врста винове лозе (грожђа). Има посебан укус и мирис (осећа се на неколико метара када је зрело), одакле и назив. Почиње да зри средином септембра, а на зрелим зрнима покожица пуца. Потпун укус и мирис (скоро надимљен) се могу осетити тек кад плод у потпуности узри и кад достигне пуну сласт, а то је негде средином октобра. Плод је тамно-љубичасте боје, зрна су скоро правилне лопте, величине 10-15 mm, а понекад чак и до 20.
Од овог грожђа се прави истоимено вино. Од плода тамјанике углавном се на тржишту могу наћи бела вина, али мало је познато да постоји и црна тамјаника.
Постоје разне тамјанике, али најчешће су: бела и црна тамјаника.